# دی‌فنیل‌سیلاندیول
دی‌فنیل‌سیلاندیول (به انگلیسی: Diphenylsilanediol) با فرمول شیمیایی C۱۲H۱۲O۲Si یک ترکیب شیمیایی با شناسه پاب‌کم ۲۴۸۶۷۱۱۴ است. که جرم مولی آن ۲۱۶٫۳۰۸ g/mol می‌باشد. 